# Wi-Fi

Logo da Wi-Fi

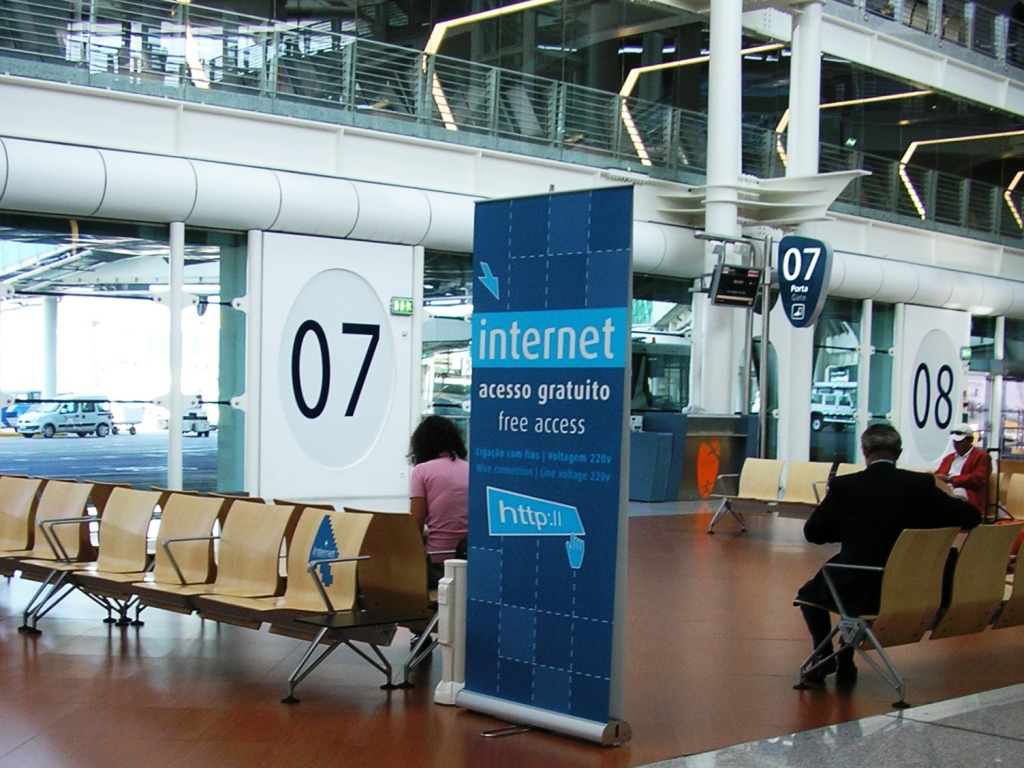
Exemplo de um Hotspot Wi-Fi, local de acesso a internet sem fio, no Aeroporto do Porto, em Portugal.

Wi-Fi (pronúncia em inglês [ˈwaɪfaɪ]) é uma marca registrada da Wi-Fi ALLIANCE. É utilizada por produtos certificados que pertencem à classe de dispositivos de rede local sem fios (WLAN) baseados no padrão IEEE 802.11. Por causa do relacionamento íntimo com seu padrão de mesmo nome, o termo Wi-Fi é usado frequentemente como sinônimo para a tecnologia IEEE 802.11. O nome se deriva de uma abreviação de wireless field, ou "área sem fio". Alguns comparam ao termo Hi-Fi, designado para qualificar aparelhos de som com áudio mais confiável, que é usado desde a década de 1950.
O padrão Wi-Fi opera em faixas de frequências que não necessitam de licença para instalação e/ou operação. Este fato as torna atrativas. No entanto, para uso comercial no Brasil, é necessária o equipamento ser homologado pela Agência Nacional de Telecomunicações. As frequências são livres de licença, o usuário não paga nenhuma taxa, mas são permitidos apenas equipamentos que tenham sido analisados, avaliados e obtido um certificado de homologação, sendo que esses equipamentos recebem um selo de identificação da agência.
Para se ter acesso à internet através de rede Wi-Fi, deve-se estar no raio de ação ou área de abrangência de um ponto de acesso (tecnicamente conhecido por hotspot) ou local público onde opere rede sem fios e se usar dispositivo móvel, como computador portátil, tablet, PC ou PDA com capacidade de comunicação sem fio, deixando o usuário do Wi-Fi bem à vontade em usá-lo em lugares de "não acesso" à internet, como aeroportos.
Hoje, muitas operadoras de telefonia estão investindo pesado no Wi-Fi para ganhos empresariais.
Hotspot Wi-Fi existe para estabelecer ponto de acesso para conexão à internet. O ponto de acesso transmite o sinal sem fios numa pequena distância, geralmente de até 100 metros, mas se a rede for do padrão IEEE 802.11n a distância pode chegar até 300 metros. Quando um periférico que permite Wi-Fi, como um iPhone, encontra um hotspot, o periférico pode, na mesma hora, conectar-se à rede sem fio. Muitos hotspots estão localizados em lugares que são acessíveis ao público, como aeroportos, cafés, hotéis e livrarias. Muitas casas e escritórios também têm redes Wi-Fi. Enquanto alguns hotspots são gratuitos, a maioria das redes públicas é suportada por Provedores de Serviços de Internet (Internet Service Provider - ISPs) que cobram uma taxa dos usuários para se conectarem.
Atualmente, praticamente todos os computadores portáteis vêm de fábrica com dispositivos para rede sem fio no padrão Wi-Fi (802.11b, a, g ou n, celulares vem com o padrão ac).O que antes era acessório está se tornando item obrigatório, principalmente devido ao fato da redução do custo de fabricação.

## Extended Service Sets(ESS)
Múltiplas infraestruturas de BSS podem ser conectadas através de suas interfaces de uplink e, por sua vez, estão conectados no Distribution System - DSTs (Centro de Distribuição - CD). Quando temos várias BSS interconectadas via DSTs, é chamado de ESS.

## Principais padrões
Os principais padrões na família IEEE 802.11 são:
- IEEE 802.11: Padrão Wi-Fi para frequência 2,4 GHz com capacidade teórica de 2 Mbps.
- IEEE 802.11a: Padrão Wi-Fi para frequência 5 GHz com capacidade teórica de 54 Mbps.[1]
- IEEE 802.11b: Padrão Wi-Fi para frequência 2,4 GHz com capacidade teórica de 11 Mbps. Este padrão utiliza DSSS (Direct Sequency Spread Spectrum – Sequência Direta de Espalhamento de Espectro) para diminuição de interferência.[1]
- IEEE 802.11g: Padrão Wi-Fi para frequência 2,4 GHz com capacidade teórica de 54 Mbps.[1]
- IEEE 802.11n: Padrão Wi-Fi para frequência 2,4 GHz e/ou 5 GHz com capacidade de 150 a 600 Mbps. Esse padrão utiliza como método de transmissão MIMO-OFDM.[1]
- IEEE 802.11ax: Padrão WI-FI para frequência 6 Ghz e/ou 5 Ghz e 2.4 Ghz com capacidade de até 9.6 Gbps. Esse padrão utliza como método de transmissão MU-MIMO-OFDMA.

WPA
Wi-Fi Protected Access (WPA, WPA2 e WPA3): padrão de segurança instituído para substituir padrão WEP (Wired Equivalent Privacy) que possui falhas muito graves de segurança, possibilitando que um hacker possa quebrar a chave de criptografia após monitorar poucos minutos de comunicação.
A família 802.11 inclui técnicas de modulação no ar que usam o mesmo protocolo básico. Os mais populares são os definidos pelos protocolos 802.11b e 802.11g e são emendas ao padrão original. O 802.11-1997 foi o primeiro padrão de rede sem fio, mas o 802.11b foi o primeiro largamente aceitado, seguido do 802.11g e 802.11n. A segurança foi, no início, propositalmente fraca devido a requisitos de exportação de alguns governos, e mais tarde foi melhorada através da emenda 802.11i após mudanças governamentais e legislativas. O 802.11n é uma nova tecnologia multi-straming de modulação que está ainda em desenvolvimento, mas produtos baseados em versões proprietárias do pré-rascunho já são vendidas. Outros padrões na família (c-f, h, j) são emendas de serviço e extensões ou correções às especificações anteriores.
802.11b e 802.11g usam a banda 2.4GHz ISM, operando nos Estados Unidos sobre a Part 15 do US Federal Communications Commission Rules and Regulations. Por causa desta escolha de frequência de banda, equipamentos 802.11b e g podem, ocasionalmente, sofrer interferências de fornos microondas e telefones sem fio. Dispositivos Bluetooth, enquanto operando na mesma banda, em teoria não interferem no 802.11b/g por que usam um método chamado frequency hopping spread spectrum signaling (FHSS) enquanto o 802.11b/g usa um método chamado direct sequence spread spectrum signaling (DSSS). O 802.11a usa a banda 5GHz U-NII, que oferece 8 canais não sobrepostos ao invés dos 3 oferecidos na frequência de banda 2.4GHz ISM.
O segmento do espectro da frequência de rádio utilizado varia entre os países. Nos EUA, dispositivos 802.11a e 802.11g podem operar sem licença, como explicado na Parte 15 do FCC Rules and Regulations. Frequências usadas por canais um a seis (802.11b) caem na banda de rádio amador de 2.4GHz. Operadores licenciados de rádio amador podem operar dispositivos 802.11b/g sob a Parte 97 do FCC Rules and Regulatins, permitindo uma saída maior de energia mas não conteúdo comercial ou encriptação.
Em 2015, a tecnologia 802.11ac deve começar a ser utilizada. A tecnologia aumenta a velocidade para 1 300 Mpbs e será, em média, cinco vezes mais rápida do que a atual. Além disso, o 'Wi-Fi AC'  economizará a bateria dos dispositivos, já que o tempo de download será menor.

## Tabela de frequências e potência
| Padrão      | Região/País      | Frequência        | Potência |
| ----------- | ---------------- | ----------------- | -------- |
| 802.11b & g | América do Norte | 2,4 - 2,4835 GHz  | 1 000 mW |
| 802.11b & g | Europa           | 2,4 - 2,4835 GHz  | 100 mW   |
| 802.11b & g | Japão            | 2,4 - 2,497 GHz   | 10 mW    |
| 802.11b & g | Espanha          | 2,4 - 2,4875 GHz  | 100 mW   |
| 802.11b & g | França           | 2,4 - 2,4835 GHz  | 100 mW   |
| 802.11a     | América do Norte | 5,15 - 5,25 GHz   | 40 mW    |
| 802.11a     | América do Norte | 5,25 - 5,35 GHz   | 200 mW   |
| 802.11a     | América do Norte | 5,47 - 5,725 GHz  | 25 mW    |
| 802.11a     | América do Norte | 5,725 - 5,825 GHz | 800 mW   |

## Usos
Para se conectar a uma rede Wi-Fi, um computador deve ser equipado com uma interface de rede sem fio. A combinação de um computador com uma  interface controladora é chamada de "Estação". Todas as estações compartilham um único canal de comunicação de rádio frequência. Transmissões neste canal são recebidas por todas as estações dentro do alcance. O hardware não informa ao usuário que a transmissão foi entregue e por isso é chamado de mecanismo de entrega de melhor esforço. A onda portadora é usada para transmitir os dados em pacotes, referidos como ethernet frames. Cada estação está constantemente modificando o canal de comunicação de rádiofrequência para pegar transmissões disponíveis.

### Acesso à Internet
Um dispositivo habilitado para Wi-Fi pode se conectar à Internet quando dentro do alcance de uma rede sem fio conectada à Internet. A cobertura de um ou mais pontos de acesso interligados - chamados hotspots - podem se estender a partir de uma área tão pequena como um quarto a uma área tão grande como muitas milhas quadradas. Cobertura para uma área maior pode exigir um grupo de pontos de acesso com sobreposição de cobertura, utilizando função de repetidora. Tecnologia Wi-Fi para público externo tem sido utilizada com sucesso em redes mistas sem fio em Londres, no Reino Unido.
Wi-Fi fornece o serviço em casas particulares, nas ruas e as empresas independentes, bem como em espaços públicos, em hotspots Wi-Fi criadas gratuitas ou comerciais. Organizações e empresas, tais como aeroportos, hotéis e restaurantes, muitas vezes, fornecem hotspots grátis para atrair clientes. Entusiastas ou autoridades que desejam fornecer serviços ou até mesmo para promover negócios em áreas selecionadas, por vezes, fornecem acesso Wi-fi gratuito.
Roteadores que incorporam conexão Adsl ou Cabo e um ponto Wi-fi, muitas vezes criados em casas e outros edifícios, fornecem acesso à Internet para todos os dispositivos conectados a eles, sem fio ou via cabo. Com o surgimento do MiFi(que é um dispositivo wireless portátil do tamanho de um cartão de crédito que combina as funções de modem, roteador e ponto de acesso.) e WiBro (um roteador Wi-Fi portátil) as pessoas podem facilmente criar seus próprios hotspots Wi-Fi que se conectam à Internet através de redes celulares. Agora Android, Bada, iOS (iPhone), e dispositivos Symbian podem criar conexões sem fio. Wi-Fi conecta também lugares que normalmente não têm acesso à rede, como cozinhas e casas de jardim.

### Wi-Fide abrangência municipal

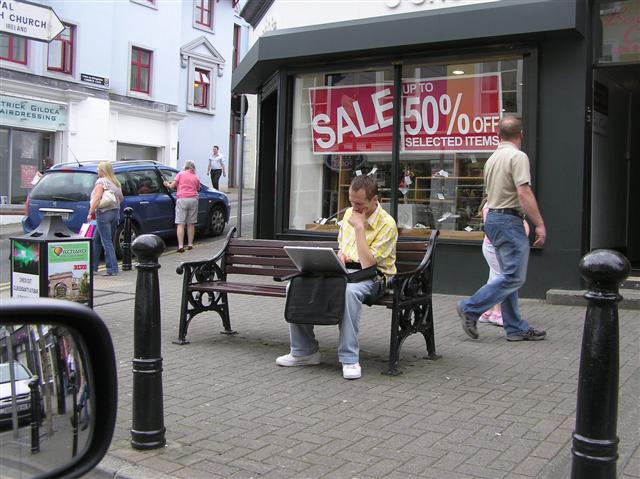
Local público com distribuição de sinal Wi-Fi.

No início dos anos 2000, muitas cidades ao redor do mundo anunciaram planos para construir redes Wi-Fi em toda a cidade. Há muitos exemplos de sucesso, em 2004, Mysore tornou-se a primeira cidade com Wi-Fi disponível da Índia e segunda do mundo, depois de Jerusalém. Uma empresa chamada WiFiyNet montou hotspots em Mysore, cobrindo completamente a cidade e algumas aldeias próximas.
Em 2005, Sunnyvale, na Califórnia, tornou-se a primeira cidade dos Estados Unidos a oferecer acesso Wi-Fi gratuito em toda a cidade, e Minneapolis gerou 1 200 000 dólares estadunidenses em lucros anuais para seu provedor.
Em maio de 2010, em Londres, no Reino Unido, o prefeito Boris Johnson prometeu haver banda larga Wi-Fi em Londres até 2012. Vários bairros, incluindo Westminster e Islington, já têm extensa cobertura Wi-Fi ao ar livre.
Funcionários na capital da Coreia do Sul estão se esforçando para fornecer acesso gratuito à internet em mais de 10 000 locais da cidade, incluindo espaços exteriores públicos, ruas principais e áreas residenciais densamente povoadas. Seul concederá arrendamento à KT, LG Telecom e SK Telecom. As empresas vão investir 44 000 000 de dólares estadunidenses no projeto que será concluído em 2015.

### Wi-Fide abrangência decampus
Muitas universidades tradicionais nos Estados Unidos fornecem pelo menos cobertura de Internet Wi-Fi parcial gratuita. Carnegie Mellon University construiu a primeira de todas as Redes com Internet Wi-Fi com Abrangência de Campus, chamado Wireless Andrew em seu campus de Pittsburgh, em 1993, antes de a marca Wi-Fi ser criada.
Em 2000, a Universidade de Drexel, na Filadélfia, nos Estados Unidos, tornou-se a primeira das maiores universidades a oferecer acesso à internet totalmente sem fio em toda as suas dependências do campus.

### Comunicações diretas de PC para PC
Wi-Fi também permite a comunicação direta de um computador para outro sem ponto de acesso intermediário. Isso é chamado transmissão Wi-Fi Ad-Hoc. Este modo de rede sem fio Ad-Hoc provou ser popular com consoles de jogo multijogadores portáteis, como o Nintendo DS, Playstation Portable, câmeras digitais e outros dispositivos eletrônicos. Alguns dispositivos também podem compartilhar sua conexão de Internet usando Ad-Hoc, tornando-se hotspots ou "roteadores virtuais".
Da mesma forma, a Wi-Fi Alliance divulga uma especificação chamada Wi-Fi Direct para transferências de arquivos e compartilhamento de mídia através de uma nova descoberta e metodologia de segurança. Wi-Fi Direct foi lançada em outubro de 2010.

## Vantagens e limitações

### Vantagens
Wi-Fi permite uma implantação mais barata de redes locais (LANs). Também podemos hospedar LANs sem fio em espaços onde o cabeamento não pode ser executado, como áreas ao ar livre e edifícios históricos.
Fabricantes estão incluindo placas de rede wireless na maioria dos notebooks. O preço dos circuitos Wi-Fi continuam a cair, transformando-os numa opção de rede econômica, incluída cada vez mais em dispositivos.
Diferentes marcas concorrentes de pontos de acesso e interfaces de rede para clientes podem inter-operar em um nível básico de serviço. Os produtos designados como Wi-Fi Certified pela Aliança Wi-Fi são compatíveis. Ao contrário de telefones móveis, qualquer dispositivo Wi-Fi padrão irá funcionar em qualquer lugar do mundo.
Criptografia Wi-Fi Protected Access (WPA2) é considerado seguro, quando uma frase poderosa é usada como senha. Novos protocolos de qualidade de serviço (WMM) tornam o Wi-Fi mais adequado para aplicações sensíveis à latência (tais como voz e vídeo). Mecanismos de economia de energia (WMM Power Save) estendem a vida útil da bateria.

### Limitações
Atribuições de espectro e as limitações operacionais não são consistentes em todo o mundo: a maior parte da Europa permite um adicional de dois canais, além daqueles permitidos nos EUA para a banda de 2,4 GHz (1-13(Europa) vs 1-11(EUA)), enquanto o Japão tem mais um além da Europa(1-14). A partir de 2007, a Europa é essencialmente homogênea a este respeito.
Um sinal de Wi-Fi ocupa cinco canais na faixa de 2,4 GHz. Quaisquer dois números de canais que diferem por cinco ou mais, tais como 2 e 7, não se sobreponham. O ditado que se repete é de que os canais 1, 6 e 11 são os únicos canais que não se sobrepõem, entretanto, isso não é preciso.
Potência isotrópica radiada equivalente (EIRP) na UE é limitado a 20 dBm (100 mW).
O padrão mais rápido atualmente, o 802.11n, usa o dobro de espectro de rádio/largura de banda (40 MHz) em comparação com 802.11a ou 802.11g (20 MHz). Isso significa que só pode haver uma rede 802.11n na banda de 2,4 GHz em um determinado local, sem interferência de/para o tráfego da outra WLAN. 802.11n também pode ser configurado para usar 20 MHz de largura de banda só para evitar interferência em comunidades densas.

## Hardware

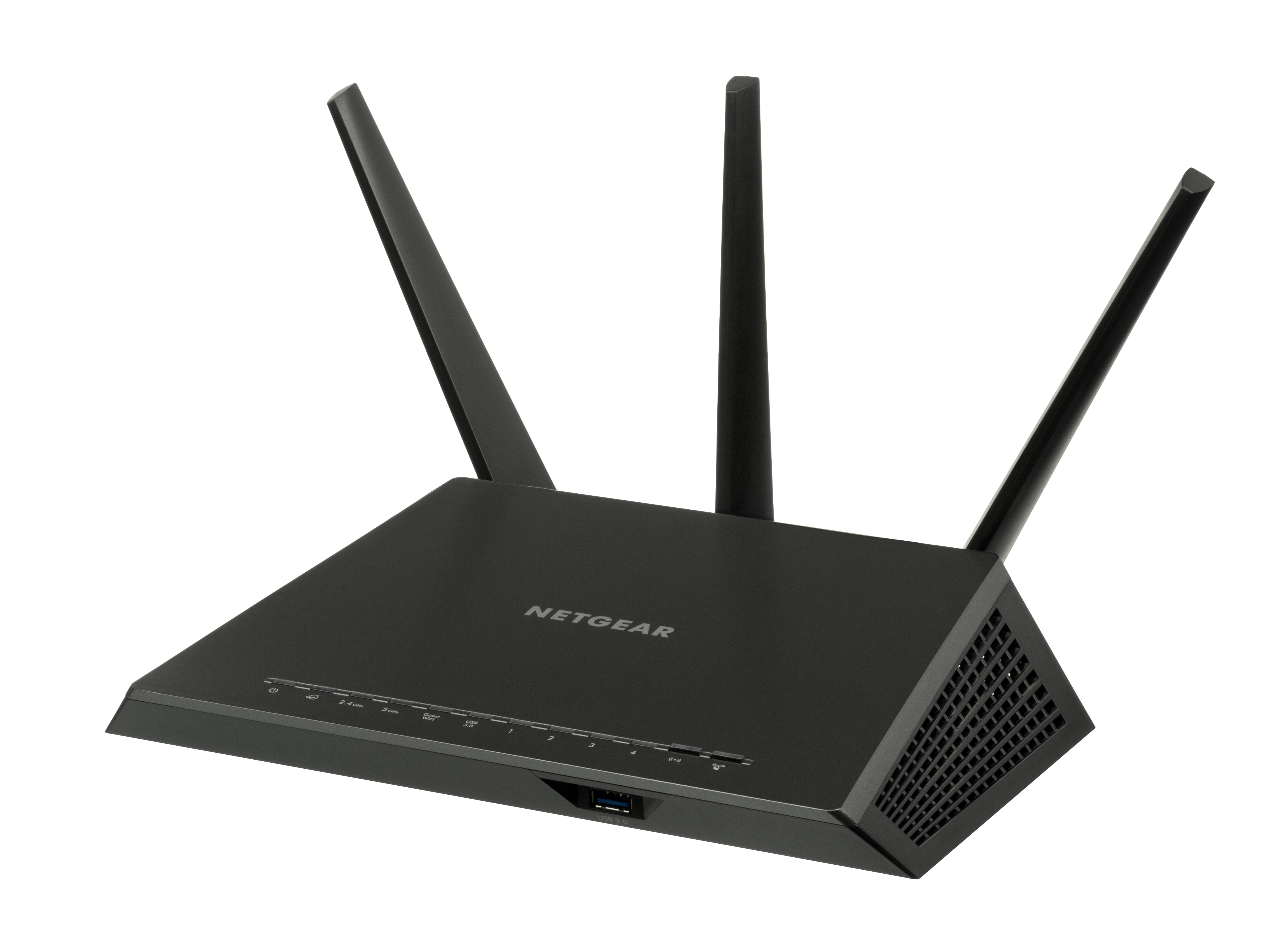
Exemplo de um roteador doméstico, para criar conexões Wi-Fi residenciais.

### Dispositivos
Um ponto de acesso sem fio conecta um grupo de dispositivos sem fio a uma LAN com fio. Um ponto de acesso é semelhante a um HUB de rede, retransmitindo dados entre diapositivos sem fio conectados e (normalmente) a um único dispositivo com fios conectado, frequentemente um HUB ethernet ou SWITCH, permitindo aos dispositivos sem fio comunicarem-se com outros dispositivos com fio.
Adaptadores sem fio permitem conectar dispositivos à rede sem fio. Estes adaptadores conectam dispositivos através de várias interconexões externas ou internas como PCI, miniPCI, USB , ExpressCard, Cardbus e PC card. Os laptops mais novos são equipados com adaptadores internos. Placas internas são geralmente mais difíceis de instalar.
Roteadores sem fio integram uma WAP, SWITCH ethernet, e um firmware interno com aplicação de roteamento que provê Roteamento IP, NAT e encaminhamento de DNS através de uma interface WAN integrada. Um roteador sem fio permite que dispositivos ethernet de LAN cabeadas e sem fio conectem-se a (normalmente) um único dispositivo WAN, como um cable modem ou DSL modem. Um roteador wireless permite que todos os três dispositivos (principalmente pontos de acesso e roteadores) sejam configurados através de um utilitário central. Este utilitário é geralmente um servidor web integrado que serve páginas para clientes da rede cabeada e sem fio da LAN e opcionalmente para clientes da WAN. Este utilitário pode também ser uma aplicação que roda em um computador como o Apple's Airport.
Uma ponte de rede sem fio conecta uma rede cabeada a uma rede sem fio. Isto é diferente de um ponto de acesso de modo que um ponto de acesso conecta dispositivos sem fio a uma rede cabeada na camada data-link. Duas pontes sem fio podem ser usadas para conectar duas redes cabeadas sobre um link sem fio, útil em situações onde uma rede cabeada pode não estar disponível, como entre duas casas separadas.
Extensores de alcance ou repetidores podem estender o alcance de uma rede sem fio existente. Extensores de alcance podem ser posicionados estrategicamente para cobrir uma área ou permitir que a área do sinal atravesse barreiras como aquelas criadas em corredores em forma de L. Dispositivos sem fio conectados através de repetidores irão sofrer uma latência maior para cada salto. Ainda, um dispositivo sem fio conectado a qualquer um dos repetidores em uma corrente terão uma performance limitada pelo link mais fracos entre dois nós na corrente da qual a conexão é originada até onde a conexão termina.

### Registros de Distância de Transmissão
Registros de distância (usando dispositivos não-padrão) incluem 382 quilômetros (237 milhas) em junho de 2007, transmissão realizada de Ermanno Pietrosemoli até EsLaRed, na Venezuela, transferindo cerca de 3 MB de dados entre os cumes das montanhas de El Águila e Platillon. A Agência Espacial Sueca transferiu dados por 420km (260 milhas) de distância, com amplificadores de 6 watts para alcançar um balão estratosférico ao alto.

### Sistemas embarcados
Cada vez mais nos últimos anos (especialmente a partir de 2007), módulos Wi-Fi embarcados tornaram-se disponíveis para incorporar um sistema operacional de tempo real e fornecer uma simples forma de uso dos módulos, permitindo que qualquer dispositivo que tenha este módulo se comunique através de uma porta serial. Isto permite o projeto de dispositivos de monitoramento simples. Um exemplo é um dispositivo portátil de monitoramento de ECG de um doente em casa. Este dispositivo Wi-Fi habilitado pode se comunicar através da Internet. [49]
Estes módulos Wi-Fi são projetados por OEMs para que os implementadores só precisem de um mínimo de conhecimento de Wi-Fi para fornecer conectividade Wi-Fi em seus produtos.

### Múltiplos pontos de acesso (Access points)
Aumentar o número de pontos de acesso Wi-Fi oferece redundância de rede, suporte para roaming rápido e aumento global da capacidade da rede, utilizando mais canais ou definindo células menores. Implementações Wi-Fi têm sido retiradas dos pontos de acesso, com mais da inteligência de rede instalada em um dispositivo centralizador de rede, relegando aos pontos de acesso individuais o papel de transceptores "burros". Aplicações ao ar livre podem usar topologias mistas.

## Segurança[1]
Devido ao seu raio de alcance, é necessário impor um certo controle sobre isso, uma vez que, sem segurança, qualquer dispositivo poderia se conectar a internet desde que esteja ao alcance do sinal, e é por essa razão que há diferentes mecanismos de segurança para a proteção de redes, o que evita a utilização de dispositivos não autorizados, os principais mecanismos são:

### WEP
Também conhecido como Wired Equivalent Privacy, existe desde o padrão 802.11 original, consistindo em um mecanismo de autenticação que basicamente funciona de forma fechada ou aberta através do uso de chaves, sendo assim, ao ser definida uma chave, o dispositivo terá que fornecer a mesma.
Esse sistema pode trabalhar  com chaves de 64 bits e de 128 bits (pode-se encontrar também 256 bits), tendo assim, diferentes níveis de segurança, sendo a última a mais segura, todavia, não se indica a utilização do WEP devido as suas potenciais falhas de segurança.

### WPA
Frente o problema com segurança no WEP, a Wi-Fi Alliance criou o formato Wired Protected Access (WPA), que é mais seguro que o WEP por se basear em um protocolo chamado Temporal Key Integrity Protocol (TKIP), que ficou conhecido como WEP2. Sendo assim, ao contrário do WEP, nesse sistema a chave é trocada periodicamente, sendo a sequência definida na configuração da rede (o passphrase),  por essa razão, recomenda-se a utilização do WPA ao invés do WEP.

#### WPA2(AES)
O WPA2 é uma variação do WPA que se baseia no protocolo Advanced Encryption Standard (AES), sendo conhecida também como 802.11i, que é um conjunto de especificações de segurança.
Esse mecanismo oferece um alto grau de segurança, entretanto, tem como deficiência a alta exigência de processamento, o que pode prejudicar o desempenho do equipamento  em que opera, por essa razão, não é recomendável para usuários domésticos, além de não ser compatível com equipamentos antigos, o que testes para a sua implementação definitiva.
WPA 3 (AES)
O WPA3 é uma variação do WPA que se basea no protocolo Advanced Encryption Standard (AES) , sendo também conhecido como 802.11s, que é um conjunto de especificações de segurança.
Esse mecânismo tem um grau consideravelmente alto de segurança e algumas melhorias comparado aos padrões anteriores como a criptografia de 192 bits que é mais segura e robusta, conexão a redes públcas usando OWE e recursos novos como a conexão de dispositivos IoT usando Códigos QR de dispositivos previamente conectados como celulares e tablets que torna o acesso a rede mais simples e seguro. 

### Piggybacking
Piggybacking (algo como "carregar nas costas") é um termo da língua inglesa que tem sido usado de forma mais ampla como referência a uma conexão de internet sem fio obtida quando alguém leva seu computador (geralmente, um laptop) para dentro da área de acesso de outrem, e usa a internet sem fio de graça, sem o conhecimento ou autorização explícita do assinante do serviço. É uma prática controvertida, tanto legalmente quanto eticamente, com leis que variam de país para país ao redor do mundo. Enquanto que, em alguns lugares, a prática é considerada totalmente fora da lei, em outras é permitida.

## Riscos para a saúde
A Organização Mundial da Saúde (OMS) diz que "nenhum efeito à saúde é esperado da exposição a campos de RF de estações base e redes sem fio".
A Agência de Proteção à Saúde do Reino Unido informou em 2007 que a exposição ao Wi-Fi por um ano resulta na "mesma quantidade de radiação de uma chamada de 20 minutos de telefone celular".